# IC 766
IC 766 — галактика типу S0-a (спіральна галактика) у сузір'ї Ворон.
Цей об'єкт міститься в оригінальній редакції індексного каталогу.